# 13 ottobre
Il 13 ottobre è il 286º giorno del calendario gregoriano (il 287º negli anni bisestili). Mancano 79 giorni alla fine dell'anno.

## Eventi
- 54 – Muore avvelenato l'imperatore Claudio, il suo successore sarà Nerone
- 1117 – L'Abbazia di Santa Maria dei XII Apostoli a Bagnara Calabra è consacrata alla presenza del conte Ruggero II
- 1307 – I Cavalieri templari attivi in Francia ed in altri paesi europei, vengono posti in stato d'arresto dalle guardie di Filippo il Bello con l'accusa di eresia
- 1332 – Rinchinbal Khan viene incoronato imperatore della Cina
- 1399 – Enrico di Bolingbroke è incoronato re d'Inghilterra con il nome di Enrico IV
- 1503 – Papa Pio III subisce nel corso del suo brevissimo pontificato un tentativo di avvelenamento da parte delle famiglie Orsini e Colonna
- 1582 – Questo giorno non esiste nel calendario gregoriano: per riallineare il calendario alle stagioni, i giorni dal 5 al 14 ottobre 1582 vengono saltati
- 1644 – Nella battaglia di Fehmarn, la flotta svedese-olandese sconfisse la flotta danese catturando 1000 prigionieri
- 1710 – Assedio di Port Royal condotto dall'esercito regolare britannico
- 1738 – Prima documentazione dell'attività artistica di Francesco Guardi
- 1775 – Il Congresso continentale ordina la costituzione della Marina continentale (che diverrà in seguito la US Navy)
- 1792 – A Washington, viene posata la prima pietra di quella che dal 1818 sarà conosciuta come Casa Bianca
- 1807 – L'esercito napoleonico entra a Jena
- 1812 – Guerra del 1812: battaglia di Queenston Heights – Sulla frontiera del Niagara, in Ontario, le forze statunitensi del generale Stephen Van Rensselaerof vengono impedite dall'invadere il Canada da truppe britanniche e di nativi americani guidate da Sir Isaac Brock
- 1815 – Gioacchino Murat è fucilato presso il castello di Pizzo Calabro.
- 1820 – Silvio Pellico viene arrestato a Milano con l'accusa di affiliazione alla Carboneria. Verrà portato assieme a Piero Maroncelli allo Spielberg in Boemia.
- 1843 – A New York, Henry Jones e altri 11 fondano il B'nai B'rith (la più vecchia organizzazione di servizio ebraica del mondo)
- 1845 – La maggioranza dei votanti nella Repubblica del Texas approva una proposta di costituzione che, se accettata dal Congresso degli Stati Uniti, renderà il Texas uno Stato degli USA
- 1849 – A Monterey (California) a seguito dell'annessione del territorio agli USA è firmata la prima Costituzione californiana
- 1874 – L'astronomo Johann Palisa scopre l'asteroide 1948 AL e lo battezza 140 Siwa
- 1877 – George Grey diventa primo ministro della Nuova Zelanda
- 1885 – Ad Atlanta, viene fondato il Georgia Institute of Technology
- 1887
  - Al Teatro alla Scala di Milano si rappresenta la prima dell'Otello di Giuseppe Verdi
  - Impero tedesco e Russia firmano il Trattato di controassicurazione
- 1892 – Viene scoperta da Edward Emerson Barnard la 206P/Barnard-Boattini, prima cometa scoperta per mezzo della fotografia
- 1894 – Viene arrestato Alfred Dreyfus, vittima del cosiddetto Affare Dreyfus
- 1914 – Prima guerra mondiale: lo Zeppelin LZ 29 mette a segno due bombardamenti su Calais e Parigi, sulla via del ritorno viene danneggiato dal fuoco nemico e smantellato dopo un atterraggio forzato a Saint-Quirin
- 1917 – A Fátima, presso la Cova da Iria, alcune migliaia di persone, radunatesi in seguito alle apparizioni mariane della Madonna di Fátima, assistono ad un fenomeno che, poi, verrà chiamato Miracolo del sole
- 1918 – Prima guerra mondiale: Mehmed Talat Pasha e i ministri dei Giovani Turchi si dimettono e firmano l'armistizio, terminando la partecipazione dell'Impero ottomano alla prima guerra mondiale
- 1943 – Seconda guerra mondiale: il nuovo governo italiano presieduto da Pietro Badoglio si schiera con gli Alleati e dichiara guerra alla Germania
- 1944 – Seconda guerra mondiale: Riga, capitale della Lettonia, viene conquistata dalle forze dell'Armata Rossa
- 1946
  - Pietro Nenni, ministro degli esteri designato della neonata Repubblica Italiana, pronuncia il discorso di Canzo, manifesto di neutralità nei confronti di anglo-americani e sovietici
  - Un referendum in Francia approva la costituzione della Quarta Repubblica
- 1962 – Chi ha paura di Virginia Woolf? debutta a Broadway
- 1969 – Primo rendezvous di tre navicelle spaziali: Soyuz 6, Soyuz 7 e Soyuz 8. L'aggancio programmato fallisce
- 1970 – Lo Stato oceanico delle Figi entra a far parte dell'ONU
- 1972 – Disastro aereo delle Ande
- 1977 – Quattro terroristi palestinesi dirottano un volo Lufthansa in Somalia e richiedono il rilascio di 11 membri della Rote Armee Fraktion
- 1986 – Poul Jensen scopre l'asteroide 1986 TK4 e lo battezza "4895 Embla"
- 1988
  - Astronomia:
  - Masahiro Koishikawa scopre l'asteroide 1988 TF1 e lo battezza "4407 Taihaku"
  - Seiji Ueda e Hiroshi Kaneda scoprono l'asteroide 1988 TK1 e lo battezzano "4494 Marimo"
- 1990 - Il termine della guerra civile in Libano
- 1999 – Il Senato degli Stati Uniti rigetta la ratifica del Comprehensive Test Ban Treaty (CTBT)
- 2000 – Nasce OpenOffice.org, una suite di software di produttività personale con licenza GNU General Public License
- 2002 – A Zolder in Belgio Mario Cipollini vince il Campionato mondiale di ciclismo battendo in volata Robbie McEwen
- 2003 – La Public Library of Science inizia la pubblicazione di una rivista scientifica ad accesso libero, PLoS Biology
- 2006 – Ban Ki-Moon è il nuovo Segretario generale ONU
- 2016 – Bob Dylan riceve il Premio Nobel per la letteratura
- 2022 - inizia la XIX legislatura della Repubblica Italiana

## Nati
Ci sono circa 1 070 voci su persone nate il 13 ottobre; vedi la pagina Nati il 13 ottobre per un elenco descrittivo o la categoria Nati il 13 ottobre per un indice alfabetico.

## Morti
Ci sono circa 470 voci su persone morte il 13 ottobre; vedi la pagina Morti il 13 ottobre per un elenco descrittivo o la categoria Morti il 13 ottobre per un indice alfabetico.

## Feste e ricorrenze

### Civili
Nazionali:
- Regno Unito – John Peel Day, tributo all'influenza che John Peel ha avuto sulla diffusione radiofonica della musica

### Religiose
Cristianesimo:
- San Benedetto, martire
- Santa Chelidonia, eremita
- San Comgano di Lochalsh, abate
- Santi Fausto, Gennaro e Marziale, martiri di Cordova
- San Fiorenzo di Tessalonica, martire
- San Geraldo d'Aurillac, religioso
- San Leobono, eremita
- San Lubenzio, missionario
- Santa Parascheva di Iasi, eremita
- San Reginbaldo II di Dillingen, vescovo
- San Romolo di Genova, vescovo
- San Simperto di Murbach, vescovo
- San Teofilo di Antiochia, vescovo
- San Venanzio di Tours, abate
- Sant'Edoardo Re, il confessore, canonizzato da papa Alessandro III ad Anagni[1]
- Beata Alexandrina Maria da Costa, vergine
- Beati Francesco da Torquemada e Alfonso de Ossorio, mercedari
- Beato Gerardo Sasso, fondatore dei Cavalieri Ospitalieri (Ordine di Malta)
- Beato Giovanni Fornasini, presbitero e martire
- Beata Maddalena Panattieri, domenicana
- Beato Pietro Adriano Toulorge, sacerdote premostratense, martire
- Sant'Antigono, martire - Chiesa ortodossa[senza fonte]
- Sant'Antonio, metropolita di Chkondidi - Chiesa ortodossa[senza fonte]
- San Beniamino delle caverne di Kiev - Chiesa ortodossa[senza fonte]
- San Beniamino, diacono e martire in Persia - Chiesa ortodossa[senza fonte]
- Neomartire Crise di Meglena - Chiesa ortodossa[senza fonte]
- San Dioscoro, martire - Chiesa ortodossa[senza fonte]
- San Giacomo il vecchio, discepolo di sant'Antonio di Chkondidi - Chiesa ortodossa[senza fonte]
- San Niceta il Confessore, di Paflagonia - Chiesa ortodossa[senza fonte]
- Santi Papilo, Carpo, Agatodoro e Agatonica, martiri a Pergamo - Chiesa ortodossa[senza fonte]

Religione egizia:
- Festa della pace tra Horus e Seth: giorno tre volte fausto